# Никольская церковь (Даниловское)
Никольская церковь (церковь Николая Чудотворца) — православный храм в посёлке совхоза «Будённовец» (бывшее село Даниловское) Дмитровского городского округа Московской области.
Относится к Дмитровскому благочинию Сергиево-Посадской епархии РПЦ.

## История
По писцовым книгам 1627—1629 годов село Даниловское, также Никольское, числилось за боярином Иваном Ивановичем Шуйским. В селе числилась деревянная Никольская церковь.
Нынешняя каменная церковь была построена по желанию князя Ивана Фёдоровича Голицина в 1768—1771 годах. Построена крепостным архитектором Голицина — М. Я. Агафоновым. Выполнена в стиле барокко
В советское время церковь подверглась разорению, здание использовалось как склад совхоза «Будённовец». РПЦ храм был передан в 1993 году.

## Архитектура
Церковь выполнена в виде четырёхлепесткового симметричного ярусного здания. Над первым этажом возвышается восьмерик. Расположена на берегу квадратного пруда.
После того, как церковь была возвращена верующим, был восстановлен полусферический купол, как в дореволюционное время. На куполе размещается восьмигранный барабан с главкой.
От примыкающей колокольни остался только один ярус. Живопись, лепнина не сохранились.

## Настоятели
•	иеромонах Симеон (Родионов)